# Saint-Vincent-de-Barbeyrargues
Saint-Vincent-de-Barbeyrargues település Franciaországban, Hérault megyében. Lakosainak száma 760 fő (2022. január 1.). Saint-Vincent-de-Barbeyrargues Assas és Prades-le-Lez községekkel határos.

## Népesség
A település népessége az elmúlt években az alábbi módon változott:
| Lakosok száma | 164  | 368  | 457  | 629  | 667  | 649  | 666  | 719  | 742  | 760  |
|               | 1968 | 1982 | 1990 | 2006 | 2013 | 2015 | 2017 | 2019 | 2020 | 2022 |